# 北条光時
北条 光時（ほうじょう みつとき）は、鎌倉時代前期の武将。北条氏の一門。名越流北条氏の祖である北条朝時の嫡男。名越 光時（なごえ みつとき）とも。

## 生涯
寛元4年（1246年）、第4代執権北条経時が早世すると、光時が前将軍藤原頼経と共謀して新執権北条時頼を廃しようとした謀反が発覚する（宮騒動）。『保暦間記』によれば、光時は時頼の執権就任に対抗し、「我は義時の孫なり。時頼は曾孫なり」と述べたという。結局頼経派は敗北し、将軍御所にいた光時は陰謀の発覚を悟り、御所を出たものの自邸には戻らず出家して弟らと共に時頼に髻を送って降伏し、所領を没収されて伊豆国江間郷へ配流となった。
弘長2年（1262年）には叡尊から鎌倉で菩薩戒を授けられた。また金沢文庫本『斉民要術』の紙背文書には、越訴奉行北条実時にあてた光時の書状がある。
子孫は名越流の嫡流から外れ、江間氏を称した。
得宗家と名越家の対立はその後も続き、二月騒動で弟・教時が再び謀反を起こして北条時宗に討伐されている。